# Norumbega

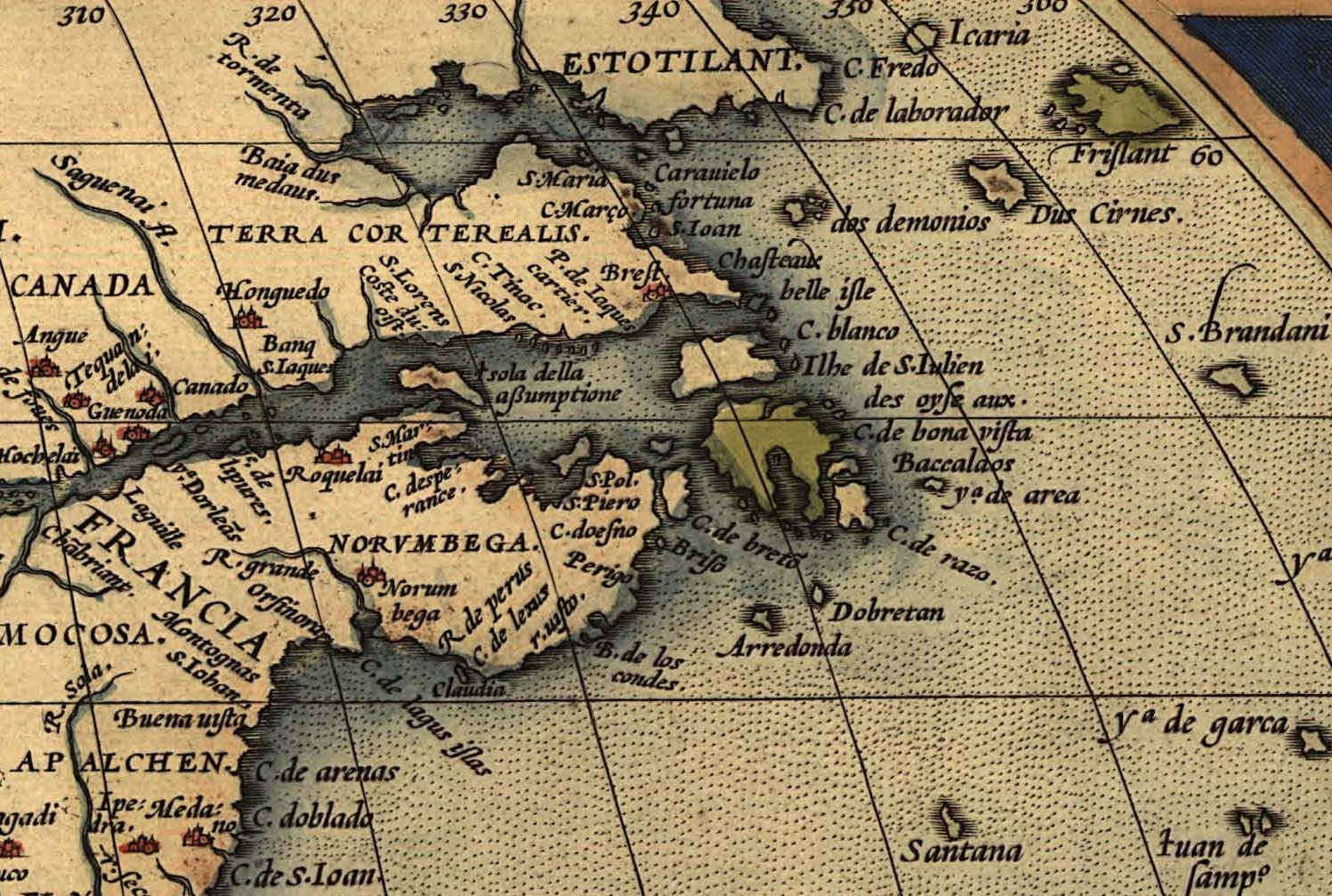
Part de l'atles d'Abraham Ortelius de 1570, mostrant "Norvmbega" entre d'altres noms mítics per a diverses àrees, així com diverses illes fantasma.

Norumbega, o Nurembega és un assentament llegendari al nord-est d'Amèrica del Nord que apareixia a molts dels primers mapes des de l'any 1500 fins a la colonització americana. Es deia que les cases tenien pilars d'or i que els habitants portaven quarts de perles en llurs caps.
Jean Alfonse en 1542 va informar que havia fet costa al sud de Terranova i havia descobert un gran riu. Sovint apareixia en els següents mapes d'Amèrica del Nord, al sud d'Acadia, en el que ara és Nova Anglaterra. La ciutat de Bangor (Maine) va abraçar la llegenda al segle xix, nomenant la seva sala municipal "Sala Norumbega". El 1886, l'inventor Joseph Barker Stearns va construir una mansió anomenada "Norumbega Castle", que encara es troba a la US Route 1 a Camden (Maine), amb vistes a la badia de Penobscot.
A finals del segle xix Eben Norton Horsford va vincular el nom i la llegenda de Norumbega a suposats assentaments nòrdics al riu Charles, i va construir la Torre Norumbega en la confluència de Stony Brook i el Charles a Weston (Massachusetts), on creia que era situat Fort Norumbega. En honor de les generoses donacions de Horsford a Wellesley College, li fou dedicat un edifici anomenat Norumbega Hall en 1886 i celebrat en un poema per John Greenleaf Whittier.
La paraula "Norumbega" era pronunciada originàriament Oranbega en el mapa d'Amèrica de Giovanni da Verrazzano de 1529, i es creu que la paraula deriva d'alguna de les llengües algonquianes parlades a Nova Anglaterra. Podria significar "lloc tranquil entre els ràpids" o "tram tranquil d'aigua".
Avui, el mite es reflecteix en llocs com la muntanya Norumbega (anteriorment Muntanya Brown) al Parc Nacional d'Acàdia